# Нойперт, Уве
У́ве Но́йперт (нем. Uwe Neupert; 5 августа 1957, Грайц, округ Гера, ГДР) — немецкий борец вольного и греко-римского стилей. По вольной борьбе: неоднократный чемпион и призёр чемпионатов мира, Европы и ГДР, серебряный призёр Олимпийских игр 1980 года. Неоднократный чемпион ГДР по греко-римской борьбе.

## Спортивные результаты

### Вольная борьба
- Чемпион мира (1978, 1982), серебряный призёр чемпионатов мира (1977, 1979), бронзовый призёр чемпионатов мира (1981, 1983, 1985, 1989).
- Чемпион Европы (1978, 1979, 1981), серебряный призёр чемпионатов Европы (1980, 1982, 1984, 1985), бронзовый призёр чемпионатов Европы (1983, 1986, 1988).
- Серебряный призёр Олимпийских игр 1980 года, выступал на Олимпийских играх 1988 года (4-е место).
- 9-кратный чемпион ГДР (1977-1983, 1985, 1986),  бронзовый призёр чемпионата ГДР (1984)[1].
- Серебряный призёр чемпионата Европы среди молодёжи (1976).

### Греко-римская борьба
- 3-кратный чемпион ГДР (1981, 1982, 1985), серебряный призёр чемпионата ГДР (1983)